# Method Kilaini

Bischofswappen von Method Kilaini

Method Kilaini (* 30. März 1948 in Katoma) ist ein tansanischer römisch-katholischer Geistlicher und emeritierter Weihbischof in Bukoba.

## Leben
Method Kilaini empfing am 18. März 1972 durch den Präfekten der Kongregation für die Evangelisierung der Völker, Agnelo Kardinal Rossi, das Sakrament der Priesterweihe für das Bistum Bukoba.
Am 22. Dezember 1999 ernannte ihn Papst Johannes Paul II. zum Titularbischof von Strumnitza und zum Weihbischof in Daressalam. Der Erzbischof von Daressalam, Polycarp Kardinal Pengo, spendete ihm am 18. März 2000 in Msimbazi die Bischofsweihe; Mitkonsekratoren waren der Bischof von Bukoba, Nestorius Timanywa, und der Bischof von Musoma, Justin Tetmu Samba. Am 5. Dezember 2009 ernannte ihn Papst Benedikt XVI. zum Weihbischof in Bukoba. Sein Wahlspruch lautet Nitalitangaza jina la Bwana (Swahili; deutsch: Ich werde den Namen des Herrn verkünden).
Mit der Auflösung des Titularbistums Strumnitza am 31. Oktober 2018 durch Papst Franziskus wurde er auf das Titularbistum Tamalluma transferiert.
Ab dem 1. Oktober 2022 verwaltete er das Bistum Bukoba während der Sedisvakanz als Apostolischer Administrator. Mit der Weihe des neuen Bischofs von Bukoba, Jovitus Francis Mwijage, endete diese Aufgabe am 27. Januar 2024. Mit gleichem Datum nahm Papst Franziskus auch seinen altersbedingten Rücktritt als Weihbischof in Bukoba an.